# Stilauchenia
Stilauchenia — вимерлий рід ссавців з родини верблюдових (Camelidae). Рід містить такі види: Stilauchenia owenii. Скам'янілості виявлено в Аргентині.